# Liga Nacional 2025-2026 (Guatemala)
La Liga Nacional 2025-2026, nota anche come Liga Guate Banrual 2025-2026 per ragioni di sponsorizzazione, è la 51ª edizione della massima serie del campionato di calcio guatemalteco. Il campionato è iniziato il 3 agosto 2025 e si concluderà nel maggio 2026.
La stagione è divisa in due tornei separati, l'Apertura 2025 e il Clausura 2026, con lo stesso formato e le stesse squadre partecipanti, che decretano due campioni nazionali.

## Stagione

### Novità
Dall'edizione precedente del campionato sono retrocessi Deportivo Xinabajul, ultimo classificato della classifica aggregata e Zacapa, ritiratosi dalla competizione al termine del girone di Apertura. Al loro posto dalla Primera División de Ascenso sono stati promossi Aurora e Mictlán, prime due classificate del campionato.

### Formula
In ognuna delle due fasi le 12 squadre partecipanti giocano un girone all'italiana con partite di sola andata, per un totale di 11 giornate. Al termine di esse, le prime 8 si qualificano per i play-off, che prevedono tre turni ad eliminazione diretta di andata e ritorno per il titolo del periodo.
Le ultime due squadre nella classifica aggregata (che tiene conto di Apertura e Clausura) sono retrocesse in Primera División de Ascenso.

## Squadre partecipanti
| Club                | Città               | Stagione precedente                                        |
| ------------------- | ------------------- | ---------------------------------------------------------- |
| Antigua GFC         | Antigua Guatemala   | Semifinali di Apertura; campione di Clausura               |
| Aurora              | Città del Guatemala | Primera División de Ascenso                                |
| Cobán Imperial      | Cobán               | Finale di Apertura; semifinale di Clausura                 |
| Comunicaciones      | Città del Guatemala | Quarti di finale di Apertura; quarti di finale di Clausura |
| Deportivo Achuapa   | El Progreso         | 19° in Apertura; 10° in Clausura                           |
| Dep. Malacateco     | Malacatán           | Quarti di finale di Apertura; quarti di finale di Clausura |
| Deportivo Marquense | San Marcos          | 11° in Apertura; semifinale di Clausura                    |
| Deportivo Mixco     | Mixco               | Quarti di finale di Apertura; quarti di finale di Clausura |
| Deportivo Municipal | Città del Guatemala | Quarti di finale di Apertura; finale di Clausura           |
| Guastatoya          | Guastatoya          | 10° in Apertura; quarti di finale di Clausura              |
| Mictlán             | Asunción Mita       | Primera División de Ascenso                                |
| Xelajú MC           | Quetzaltenango      | Campione di Apertura; 9° in Clausura                       |

## Apertura

### Stagione regolare
|  | Pos. | Squadra             | Pt | G | V | N | P | GF | GS | DR |
|  | ---- | ------------------- | -- | - | - | - | - | -- | -- | -- |
|  | 1.   | Antigua GFC         | 0  | 0 | 0 | 0 | 0 | 0  | 0  | 0  |
|  | 2.   | Aurora              | 0  | 0 | 0 | 0 | 0 | 0  | 0  | 0  |
|  | 3.   | Cobán Imperial      | 0  | 0 | 0 | 0 | 0 | 0  | 0  | 0  |
|  | 4.   | Comunicaciones      | 0  | 0 | 0 | 0 | 0 | 0  | 0  | 0  |
|  | 5.   | Deportivo Achuapa   | 0  | 0 | 0 | 0 | 0 | 0  | 0  | 0  |
|  | 6.   | Dep. Malacateco     | 0  | 0 | 0 | 0 | 0 | 0  | 0  | 0  |
|  | 7.   | Deportivo Marquense | 0  | 0 | 0 | 0 | 0 | 0  | 0  | 0  |
|  | 8.   | Deportivo Mixco     | 0  | 0 | 0 | 0 | 0 | 0  | 0  | 0  |
|  | 9.   | Deportivo Municipal | 0  | 0 | 0 | 0 | 0 | 0  | 0  | 0  |
|  | 10.  | Guastatoya          | 0  | 0 | 0 | 0 | 0 | 0  | 0  | 0  |
|  | 11.  | Mictlán             | 0  | 0 | 0 | 0 | 0 | 0  | 0  | 0  |
|  | 12.  | Xelajú MC           | 0  | 0 | 0 | 0 | 0 | 0  | 0  | 0  |

Legenda:
      Qualificata ai play-off.

### Play-off
|  | Quarti di finale | Quarti di finale | Quarti di finale | Quarti di finale | Quarti di finale |  |  | Semifinali | Semifinali | Semifinali | Semifinali | Semifinali |  |  | Finale | Finale | Finale | Finale | Finale |  |
|  |                  |                  |                  |                  |                  |  |  |            |            |            |            |            |  |  |        |        |        |        |        |  |
|  |                  |                  |                  |                  |                  |  |  |            |            |            |            |            |  |  |        |        |        |        |        |  |
|  |                  |                  |                  |                  |                  |  |  |            |            |            |            |            |  |  |        |        |        |        |        |  |
|  |                  |                  |                  |                  |                  |  |  |            |            |            |            |            |  |  |        |        |        |        |        |  |
|  |                  |                  |                  |                  |                  |  |  |            |            |            |            |            |  |  |        |        |        |        |        |  |
|  |                  |                  |                  |                  |                  |  |  |            |            |            |            |            |  |  |        |        |        |        |        |  |
|  |                  |                  |                  |                  |                  |  |  |            |            |            |            |            |  |  |        |        |        |        |        |  |
|  |                  |                  |                  |                  |                  |  |  |            |            |            |            |            |  |  |        |        |        |        |        |  |
|  |                  |                  |                  |                  |                  |  |  |            |            |            |            |            |  |  |        |        |        |        |        |  |

## Clausura

### Stagione regolare
|  | Pos. | Squadra             | Pt | G | V | N | P | GF | GS | DR |
|  | ---- | ------------------- | -- | - | - | - | - | -- | -- | -- |
|  | 1.   | Antigua GFC         | 0  | 0 | 0 | 0 | 0 | 0  | 0  | 0  |
|  | 2.   | Aurora              | 0  | 0 | 0 | 0 | 0 | 0  | 0  | 0  |
|  | 3.   | Cobán Imperial      | 0  | 0 | 0 | 0 | 0 | 0  | 0  | 0  |
|  | 4.   | Comunicaciones      | 0  | 0 | 0 | 0 | 0 | 0  | 0  | 0  |
|  | 5.   | Deportivo Achuapa   | 0  | 0 | 0 | 0 | 0 | 0  | 0  | 0  |
|  | 6.   | Dep. Malacateco     | 0  | 0 | 0 | 0 | 0 | 0  | 0  | 0  |
|  | 7.   | Deportivo Marquense | 0  | 0 | 0 | 0 | 0 | 0  | 0  | 0  |
|  | 8.   | Deportivo Mixco     | 0  | 0 | 0 | 0 | 0 | 0  | 0  | 0  |
|  | 9.   | Deportivo Municipal | 0  | 0 | 0 | 0 | 0 | 0  | 0  | 0  |
|  | 10.  | Guastatoya          | 0  | 0 | 0 | 0 | 0 | 0  | 0  | 0  |
|  | 11.  | Mictlán             | 0  | 0 | 0 | 0 | 0 | 0  | 0  | 0  |
|  | 12.  | Xelajú MC           | 0  | 0 | 0 | 0 | 0 | 0  | 0  | 0  |

Legenda:
      Qualificata ai play-off.

### Play-off
|  | Quarti di finale | Quarti di finale | Quarti di finale | Quarti di finale | Quarti di finale |  |  | Semifinali | Semifinali | Semifinali | Semifinali | Semifinali |  |  | Finale | Finale | Finale | Finale | Finale |  |
|  |                  |                  |                  |                  |                  |  |  |            |            |            |            |            |  |  |        |        |        |        |        |  |
|  |                  |                  |                  |                  |                  |  |  |            |            |            |            |            |  |  |        |        |        |        |        |  |
|  |                  |                  |                  |                  |                  |  |  |            |            |            |            |            |  |  |        |        |        |        |        |  |
|  |                  |                  |                  |                  |                  |  |  |            |            |            |            |            |  |  |        |        |        |        |        |  |
|  |                  |                  |                  |                  |                  |  |  |            |            |            |            |            |  |  |        |        |        |        |        |  |
|  |                  |                  |                  |                  |                  |  |  |            |            |            |            |            |  |  |        |        |        |        |        |  |
|  |                  |                  |                  |                  |                  |  |  |            |            |            |            |            |  |  |        |        |        |        |        |  |
|  |                  |                  |                  |                  |                  |  |  |            |            |            |            |            |  |  |        |        |        |        |        |  |
|  |                  |                  |                  |                  |                  |  |  |            |            |            |            |            |  |  |        |        |        |        |        |  |